# Conocalama quebecensis
Conocalama quebecensis är en stekelart som först beskrevs av Léon Abel Provancher 1874.  Conocalama quebecensis ingår i släktet Conocalama och familjen brokparasitsteklar. Inga underarter finns listade i Catalogue of Life.